# Prignitz

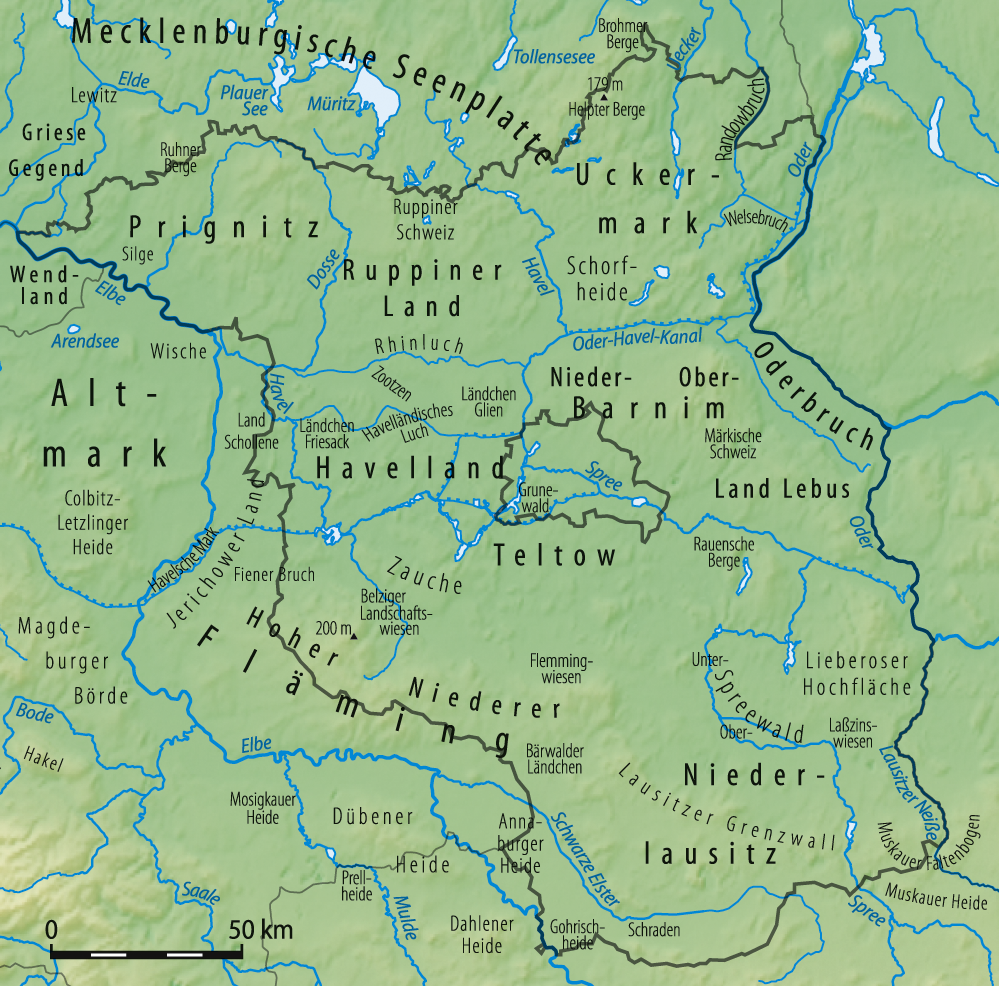
Lage der Prignitz in Brandenburg

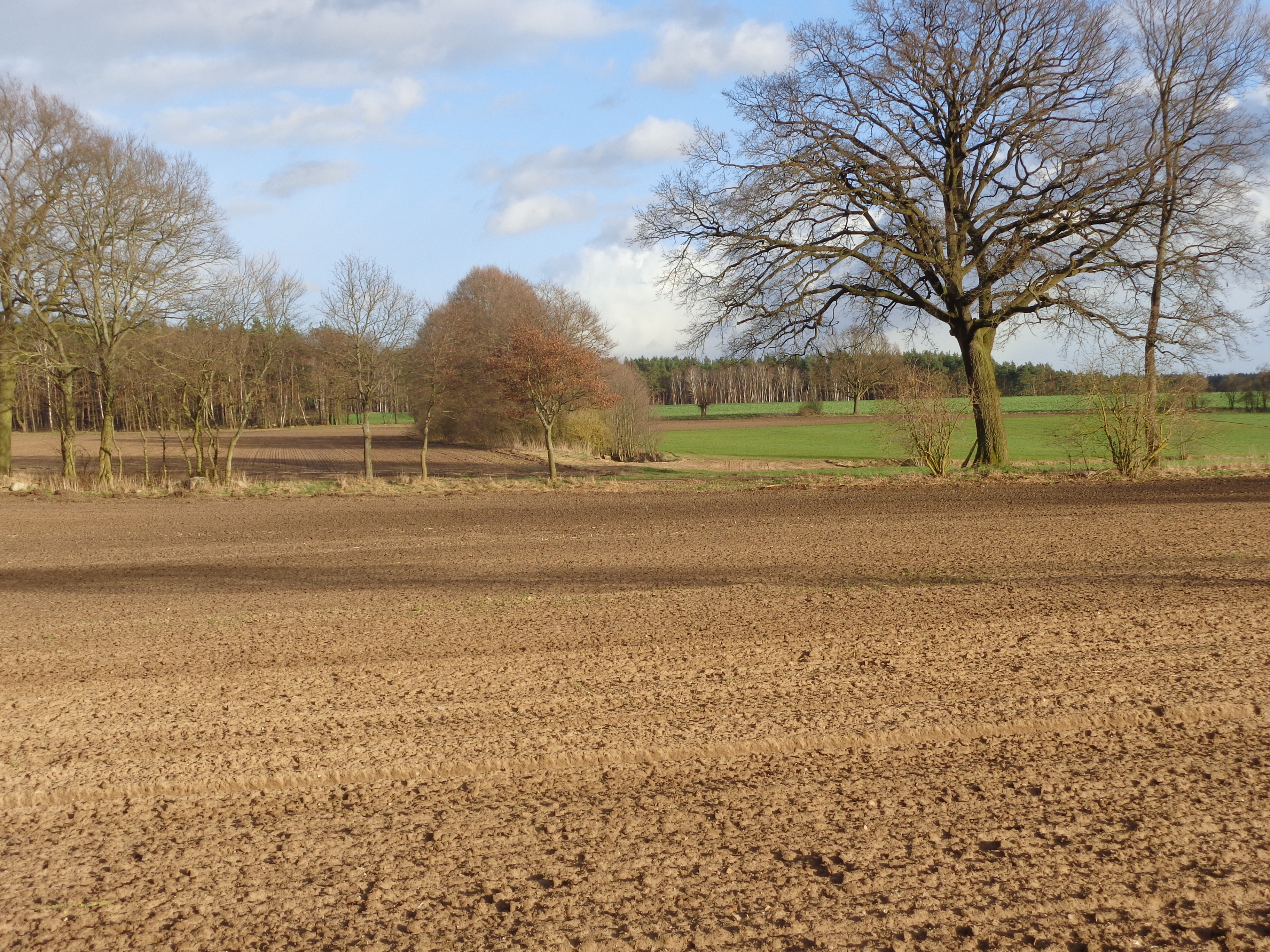
Nordprignitz bei Gramzow

Die Prignitz (in älterer Schreibweise auch Priegnitz, ehemals auch als Vormark bezeichnet) ist eine historische Landschaft im Nordwesten des Landes Brandenburg. Prignitz, altpolabisch pregynica, bedeutet etwa „ungangbares Waldgebiet“. Im Wesentlichen erstreckt sich die Prignitz über den Landkreis Prignitz und Teile des Landkreises Ostprignitz-Ruppin. Kleine Teile der historischen Region gehören zu Mecklenburg-Vorpommern (Landkreis Ludwigslust-Parchim) und Sachsen-Anhalt (bei Havelberg).

## Allgemeines

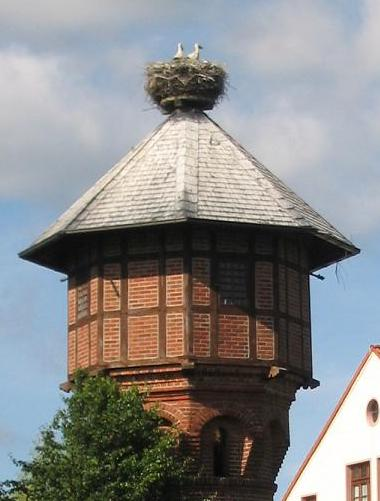
Rühstädt an der Elbe, eines der Europäischen Storchendörfer

Die Region besteht vor allem aus landwirtschaftlich geprägtem Flachland, Wäldern und Heide. Die wichtigsten Städte sind Wittenberge, Perleberg, Pritzwalk, Havelberg, Wittstock und Kyritz. In den Dörfern wird gelegentlich Plattdeutsch gesprochen.
Als kulinarische Spezialität der Region gilt der Knieperkohl.

## Geografie
Die Prignitz ist eine historische Landschaft zwischen Mecklenburg im Norden, dem Ruppiner Land im Osten, dem Havelland im Süden, der Altmark im Südwesten sowie dem Wendland im Westen. Im Mittelalter unterlagen die Grenzen im Norden und Osten des mit Prignitz bezeichneten Gebietes mit dem Wandel der politischen Verhältnisse wiederholt Veränderungen, während die Südwestgrenze durch den Verlauf der Elbe feststand.

### Flüsse

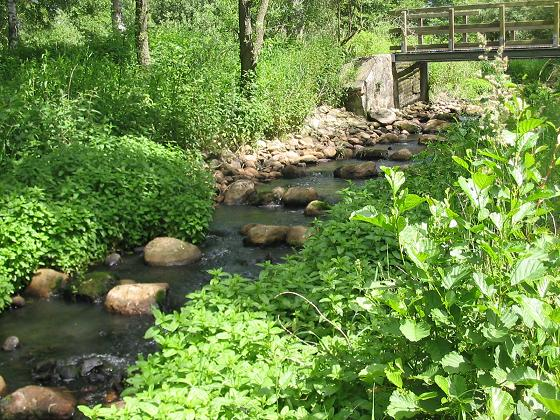
Fischtreppe am Schlatbach

Als größter Fluss der Region markiert die Elbe die Grenze zwischen Wendland und Altmark im Westen und Prignitz im Osten. Sie entwässert die gesamte Prignitz. Im Süden mündet die Havel bei Havelberg in die Elbe.
Durchzogen wird die Prignitz von kleineren Flüssen, die hauptsächlich von Nordosten nach Südwesten der Elbe und Havel zufließen. Dies sind vor allem die Alte Elde, die Löcknitz, die Stepenitz mit ihren Nebenflüssen Dömnitz und Karthane, die Jäglitz und die Dosse. Im äußersten Osten berührt das Gewässersystem des Rhins die Prignitz.

### Seen
Die Prignitz ist im Wesentlichen eine Altmoränenlandschaft. Als solche ist sie, verglichen mit anderen Brandenburger Landschaften, arm an größeren Seen. Bei Lenzen liegen der Rudower See und das Rambower Moor, bei Kyritz die Kyritzer Seenkette und bei Wittstock das Gebiet um den Dranser See und den Großen Baalsee. Im äußersten Osten berührt die Prignitz die Mecklenburgische Seenplatte.
An künstlichen Seen sind der Preddöhler und der Sadenbecker Stausee zu nennen. Der Dossespeicher Kyritz ist ein Stausee, in dem mehrere natürliche Seen der Kyritzer Seenkette aufgingen.

### Städte

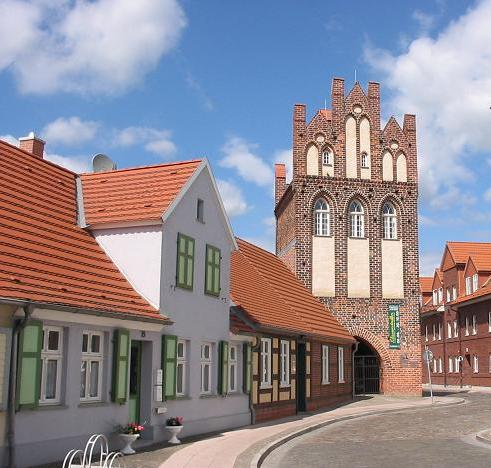
Steintor in Wittenberge

Die Prignitz ist eine ländlich geprägte Region mit sechs Kleinstädten. Die bevölkerungsreichsten sind Wittenberge und Wittstock/Dosse. Weniger als 13.000 Menschen leben in den ehemaligen Hansestädten Pritzwalk, Perleberg, Kyritz und Havelberg. Perleberg übt in der Prignitz traditionell eine Verwaltungsfunktion aus – heute ist Perleberg Kreisstadt des Landkreises Prignitz. Weniger als 5000 Einwohner haben die vier Landstädte: Meyenburg und Putlitz liegen im Norden der Prignitz, Bad Wilsnack war im Mittelalter eines der bedeutendsten Pilgerziele Mitteleuropas, und Lenzen (Elbe) ist einer der ältesten Orte, im Jahr 929 als Slawenburg urkundlich erwähnt.
Die einstige Stadt Freyenstein ist heute Ortsteil der Stadt Wittstock/Dosse. Teilweise städtische Rechte hatten in der Vergangenheit der Flecken Zechlin im Osten der Prignitz, heute Ortsteil der Ruppiner Stadt Rheinsberg, sowie im Mittelalter die Städtchen Nitzow, heute Ortsteil von Havelberg, und Dossow, heute Ortsteil von Wittstock/Dosse.

## Geschichte

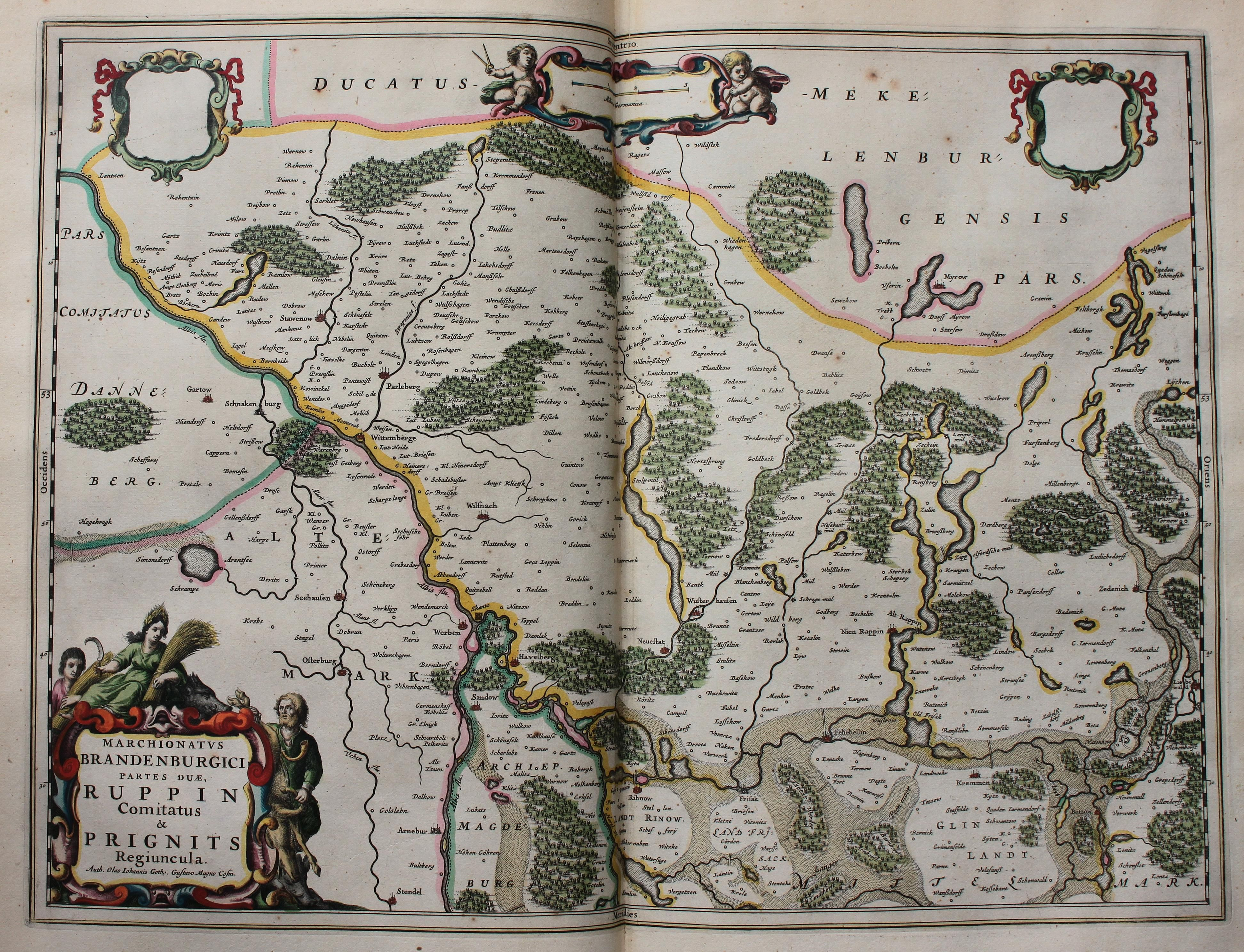
Die Prignitz und das Land Ruppin im Jahr 1659, Joan Blaeu: Geographia Blaviana

Nach dem Ende der Weichsel-Kaltzeit erwärmte sich das Klima. Die ältesten menschlichen Spuren stammten aus der Mittelsteinzeit, aus Hinzdorf an der Elbe und vom Gülper See an der Havel. In der nachfolgenden Jungsteinzeit entstand das Großsteingrab Mellen (3500 bis 2800 v. Chr.) als Begräbnisstätte  einer Siedlung am nahen Rudower See. Die Bronzezeit hinterließ zahlreiche archäologische Funde. Dies beweist eine intensive Besiedlung. Die teils hohe Qualität der Stücke, z. B. im Königsgrab von Seddin (9. Jahrhundert v. Chr.), verweist auf Kontakte zu anderen europäischen Kulturräumen.
Publius Cornelius Tacitus überlieferte, dass im 1./2. Jahrhundert am hiesigen Elbabschnitt Semnonen und Langobarden siedelten. Die ersten schriftlich benannten Volksgruppen zählten zum elbgermanischen Stamm der Sueben. Im 4./5. Jahrhundert wanderten sie größtenteils nach Süden aus. Ihnen folgten im 7. Jahrhundert Slawen. Sie bevorzugten die Niederungen von Elbe, Havel, Dosse und Stepenitz. Die an Elbe und Löcknitz lebenden Linonen wurden im Jahr 808 als Erste urkundlich belegt. Dossanen siedelten im Nordosten und Neletizen im Süden an der Havelmündung.
Der früheste Nachweis der Landschaftsbezeichnung Prignitz findet sich in einer Urkunde des falschen Woldemar aus dem Jahr 1349. Die Gebiete teilten sich zwischen der Mark Brandenburg und dem Hochstift Havelberg, dem Fürstentum des Havelberger Bischofs, auf.
Vom Ende des 14. bis ins 16. Jahrhundert führte der Pilgerweg Berlin–Wilsnack durch die Prignitz. Ziel war die Wunderblutkirche in Wilsnack, in der ein Priester nach der Brandschatzung des Ortes 1383 durch Raubritter drei mit Blut befleckte Hostien fand. Dieses als Wunder gedeutete Ereignis zog Tausende von Pilgern an.
Das Kloster Stift zum Heiligengrabe ist die bedeutendste Klosteranlage in der Prignitz unweit der Bischofsstadt Wittstock. Nach der Aufhebung der Klöster wurde Heiligengrabe ein adliges Damenstift und hatte in Brandenburg-Preußen eine besondere Stellung.

## Bevölkerung
Die Prignitz gehört zu den am dünnsten besiedelten Gebieten Deutschlands. Die Bevölkerungsdichte des Landkreises Prignitz betrug Ende 2016 nur 36 Einwohner pro Quadratkilometer, während sie im Durchschnitt des Landes Brandenburg 84 und im Bundesdurchschnitt 230 Einwohner beträgt.

## Wirtschaft und Verkehr

### Wirtschaft
Die Wirtschaft des Landkreises wird durch Landwirtschaft und Tourismus geprägt. Die historisch bedeutsame Textilindustrie mit Vereinigte Märkische Tuchfabriken und das Nähmaschinenwerk Wittenberge weitgehend verschwunden. Im 21. Jahrhundert wurde der Anbau von Cannabis für die Landwirtschaft bedeutsam.

### Fernstraßen

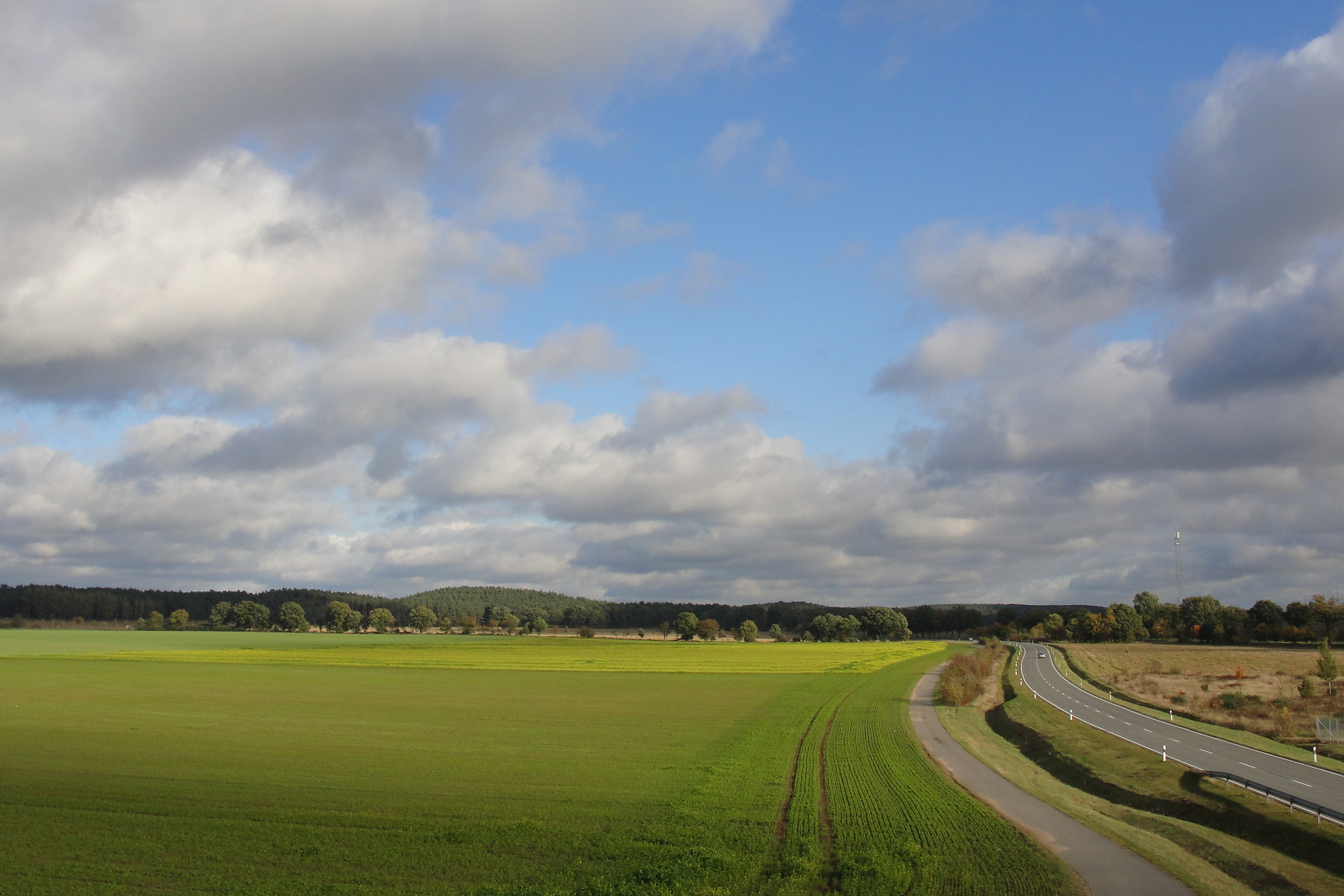
Bundesstraße 189 bei Spiegelhagen

Durch die Prignitz führt die Bundesautobahn 24 von Berlin nach Hamburg. Am Autobahndreieck Wittstock/Dosse zweigt zudem die A 19 nach Rostock ab. Die A 14 erreicht, von Schwerin kommend, die Prignitz und führt momentan bis Karstädt, der folgende Abschnitt soll bei Wittenberge über die Elbe geführt werden und ist im Bundesverkehrswegeplan 2030 als „vordringlicher Bedarf“ eingestuft.
Mehrere Bundesstraßen führen durch die Prignitz:
- B 5 von Berlin über Kyritz, Perleberg und Karstädt nach Hamburg
- B 103 von Kyritz über Pritzwalk und Meyenburg nach Rostock
- B 107 von Pritzwalk über Havelberg nach Chemnitz
- B 122 von Neuruppin über Zechlinerhütte nach Wesenberg
- B 189 von Wittstock/Dosse über Pritzwalk, Perleberg und Wittenberge nach Magdeburg
- B 195 von Wittenberge über Lenzen nach Zarrentin

### Bahnstrecken

Prignitz-Express

Die erste Eisenbahnstrecke durch die Prignitz, die Berlin-Hamburger Bahn, wurde 1846 in Betrieb genommen. Begünstigt durch die zentrale Lage zwischen den beiden Großstädten entstand in Wittenberge 1875 das Eisenbahn-Ausbesserungswerk. Die Berlin-Hamburger Bahn ist die meistfrequentierte Strecke durch die Prignitz. Sie ist durchgehend elektrifiziert und für Geschwindigkeiten über 200 km/h ausgelegt. Wittenberge ist zudem über die Bahnstrecke Magdeburg–Stendal–Wittenberge an die Altmark und Magdeburg angebunden. Der Prignitzer Teil der einstigen Bahnstrecke Wittenberge–Lüneburg–Buchholz wurde hingegen infolge des Zweiten Weltkrieges als Reparationsleistung demontiert.
Im Projekt Prignitz-Express wurden Teile der Bahnstrecken Wittenberge–Strasburg und Kremmen–Meyenburg in den 1990er und 2000er Jahren ausgebaut. Der Prignitz-Express verbindet nun die vier bevölkerungsreichsten Prignitzstädte Wittenberge, Perleberg, Pritzwalk und Wittstock/Dosse über Neuruppin mit Berlin. Darüber hinaus wird Personenverkehr auf der Bahnstrecke Neustadt–Meyenburg durch die Hanseatische Eisenbahn (HANS) betrieben. Die Prignitzer Eisenbahn betreibt seit 2012 keinen
SPNV mehr, nachdem verschiedene Verbindungen anderweitig übernommen wurden.

## Tourismus

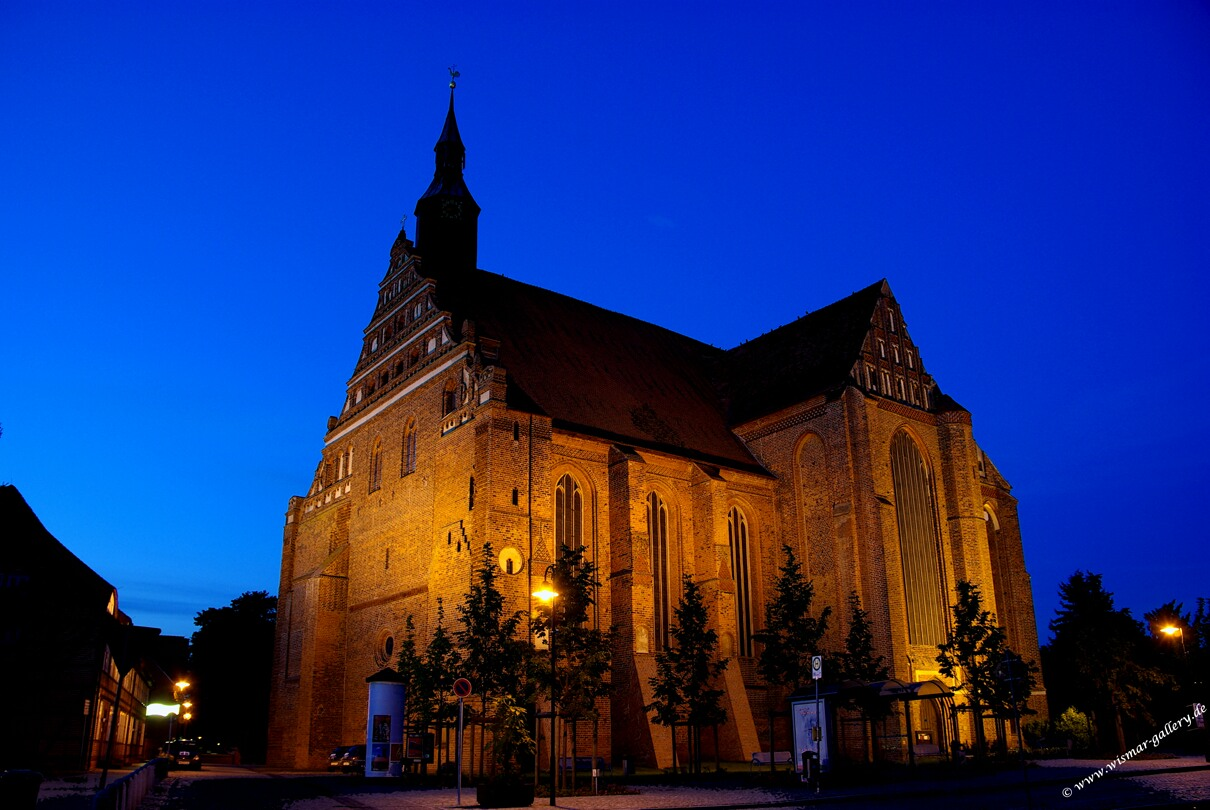
Wunderblutkirche in Bad Wilsnack

Der Tourismus ist geprägt von der Natur, der Kulturlandschaft und den historischen Stadtkernen der kleinen Städte. Diesem Charakter entsprechend überwiegen in der Prignitz Formen des sanften Tourismus.
Besondere Bedeutung für die Region hat das Radwandern. Neben dem Elberadweg, beliebtester Fernradweg Deutschlands, und der landesweiten Tour Brandenburg existieren mehrere regionale Routen wie die Gänsetour und die Bischofstour. Zum Jahr 2012 wurde ein Knotenpunktnetz mit 50 Knotenpunkten aufgebaut, das eine individuelle Tourenplanung unterstützt.
Anlaufstellen für Naturfreunde bieten im Biosphärenreservat Flusslandschaft Elbe unter anderem das NABU-Besucherzentrum im Europäischen Storchendorf Rühstädt und das BUND-Besucherzentrum in der Burg Lenzen.
Der Pilgerweg Berlin–Wilsnack führt von Berlin zur Wunderblutkirche in Bad Wilsnack Wilsnack verlor seine Bedeutung nach der Reformation. Mit der Erforschung der Pilgerfahrten gewann der Pilgerweg neue Beliebtheit.
Immer mehr an Bedeutung gewinnt die Industriekultur, so zum Beispiel das ehemals modernste Nähmaschinenwerk der Welt mit freistehendem Uhrenturm.